# Ahuroa
Ahuroa ist eine kleine Siedlung im Stadtgebiet des heutigen Auckland Council auf der Nordinsel von Neuseeland. Bis Oktober 2010 gehörte die Siedlung zum ehemaligen Rodney District. 

## Geographie
Die Siedlung liegt 11 km nordwestlich von Puhoi, 13 km südwestlich von Warkworth und gut 7 km südlich von Kaipara Flats. Die Bahnstrecke Auckland–Opua führt durch das Siedlungsgebiet.

## Geschichte
Die Bahnstrecke Auckland–Opua erreichte Ahuroa 1905 von Kaukapakapa aus. Sie wurde zur Ausbeutung der hier vorhandenen Wälder angelegt. Da der damalige Ort einen Bahnhof besaß, beschloss man in den späten 1920er Jahre, die Straße zwischen Ahuroa und Glorit an der Westküste zu einem State Highway zu erklären und mit Schotter zu befestigen. Heute ist die Siedlung allerdings nicht mehr an das Netz der Highways angebunden. Die nächstliegende Hauptverkehrsstraße stellt der New Zealand State Highway 16 dar, der im 10 km entfernten Glorit nach Norden führt.

## Bildung
In der Siedlung befindet sich eine koedukative Grundschule, die für die Jahrgangsstufen 1–8  ausgelegt ist und mit einem decile rating von 7 und 25 Schülern (01/2009) bewertet wurde.